# 天皇陛下御即位二十年奉祝委員会
天皇陛下御即位二十年奉祝委員会（てんのうへいかごそくいにじゅうねんほうしゅくいいんかい）は、天皇陛下御即位20年を祝うことを目的とした団体。

## 概要
2008年に、それまでの奉祝活動を行ってきた団体である「日本経済団体連合会」「日本商工会議所」「日本会議」が、同年から2009年に第125代天皇である明仁天皇の即位20年を祝う団体の設立を合意する。そしてこの3団体の代表の呼びかけにより各界の代表が「天皇陛下御即位二十年奉祝委員会」の設立発起人に就任した。